# Morneta
Morneta, o també popularment Borneta, és una possessió mallorquina situada en el terme municipal de Binissalem.

## El nom
El mapa del cardenal Despuig registra la forma Morneta. De tota manera tant s'anomena Morneta com Borneta. Cal assenyalar que Morna és el nom d'una important venda d'Eivissa. Sembla tractar-se d'un nom llatí preàrab i precatalà, tot i que generat sobre una base lèxica preromana. El pas de la m- a b- és un fenomen freqüent, si hi ha una nasal a l'interior del mot (Barratxino > Marratxíno > Marratxí, Bonnàber > Monnàber, Vernissa > Mernissa) per propagació de la nasalitat o per dissimilació.

## Situació i confrontes
Està situada al vessant sud-est de la serra constituïda pel Puig de Bellveure, es Penyal des Bous, es Castellet i sa Penya de Can Jeroni, són els massissos de Bellveure i de Morneta, separats pel Coll d'en Simonet. Les cases estan a 225 metres sobre el nivell de la mar, vora al camí de Selva, també anomenat camí de Morneta.

## Història

### Segles XIII - XVIII
El 1282 Bernat de Torrella la comprà a Alemany de Subiracs, ardiaca major de Barcelona, per un cens alodial de 12 lliures i 10 sous anuals. Era una cavalleria que feia censos de tres lliures a l'Hospital General, de cinc sous a la Seu i de vint lliures per un benefici a la Seu, Al llarg de la seva història fou del Torrella (segles XIII a XVIII) i després dels Gual de Torrella (segles XIX-XX), El 1311 Arnau de Torrella morí a Fes (Marroc) sense descendència i l'heretà el seu oncle Bernat de Torrella, El 1315 es va fer una capbrevació a través de la qual Bernat de Torrella va fer reconeixement de feu i va retre homenatge al rei Sanç I de Mallorca i aquest li confirmà els drets en qüestió, entre els quals hi havia el de la cavalleria de Morneta. El 1497, Joan de Torrella, donzell, establí el vincle de nom i armes dels Torrella, El senyoriu de la casa de Morneta continuà fins a 1652, quan morí sense descendència Tomàs de Torrella i Verí. La possessió confrontava amb el camí que va a Ciutat des de Selva, son Pelai, el camí d'Alcúdia, Tofla, Son Garau, el camí de la Socorrada i el camí de Ciutat. Aleshores tenia casa gran, amb tafona, dos cellers, un molí de sang i quatre alambins. Hi havia biblioteca i una col·lecció de mapes i de pintures de temes religiosos, Tenia una capella amb un retaule de l'Adoracio dels reis d'Orient. Disposava d'olivars, vinyes, camps de cereals i de llegums. El bestiar equí era de cinc egües, sis muls i vuit someres. Tenia una guarda de 150 0velles.
El 1652, la possessió de Morneta passà a Ignasi Torrella, donzell. En el segle xviii i XIX les coses foren reformades i engrandides, accentuant-ne el caràcter senyorial. En el segle xix tenia 429 quarterades, la meitat de domini directe i l'altra meitat de domini directe i útil. Els terrenys anomenats sa Terra Bona de 15 quarterades, feien una renda de 280 lliures anuals. distribuïdes entre 24 arrendataris. El rendiment anual era de 2.700 lliures, dins les quals se n'incloïen 160 lliures del delme, a més dels agatges en espècie i les 17 lliures de cens de Son Dameto. Morneta tenia com a pertinences les terres de Son Dameto, que feia la meitat del delme a l'ardiaca de Barcelona, i sa Torrentera o es Torrentell, que feia la meitat del delme a la cavalleria de na Bauçana.

### Segles XIX i XX
El 1818 i segons les dades de l'Apeo de Garay, l'extensió de Morneta possessió era de 236 quarterades i 3 quartons. El 1854 es va fer la darrera capbrevació. El 1862 una llei estatal extingí les cavalleries. Faust Gual de Torrella, darrer titular de la de Morneta, en signà la renúncia el 1864. El 1865 tenia 248 quarterades i era la més extensa de Binissalem. El 1898 era de Joaquim Gual i Gual de Torrella i tenia 175,84 ha. En anys posteriors es va anar fraccionant fins a reduir-se a 95,19 ha. De les 13 segregacions que es realitzaren, una part tornà a consolidar-se el 1953 en allò que actualment és la possessió de Morneta, amb una extensió de 57 quarterades i en mans de la família Morell Vivó.

## Les cases
El conjunt està format per les cases de possessió (casa dels senyors i casa dels amos) aïllades, esplanada, antic hort i jardí, clastra, clastres de serveis, capella, estables, tafona, dipòsit d'oli, pallissa, graners, sestadors i altres dependències auxiliars, orientat cap al sud-est. Les cases manifesten una tipologia pròpia del segle xvii, amb un ús abundant de la pedra de la zona.
La façana s'ajusta a les pautes més pures del tradicionalisme illenc: paraments de gran alçat o longitud amb carreus de pedra vista, portals rodons i d'arc pla, balcons i finestres de distintes tipologies. El casal té dos bucs que formen la façana principal. El de la dreta és d'un mur ben compacte que presenta tan sols les finestretes petites de les dependències. El portal major és redó, amb dovelles bicolors i condueix a una entrada amb arcs que s'obren cap a la clastra. Cal destacar els escuts de la façana de Morneta (fitxa del catàleg municipal B012), a més d'un tercer escut situat dins les cases.
Morneta i les seves edificacions estan incloses al Catàleg municipal de Binissalem amb les fitxes R15a/R15b.

## Llocs d'interès
- Talaiot de Morneta / Es Claper des Moros. Monument arqueològic. Catalogat amb la referència RI-51-0001818. Fitxa del catàleg municipal de Binissalem BINI AO11.